# Microthelys
Microthelys là một chi thực vật có hoa trong họ, Orchidaceae.